# Seleuco (usurpatore romano)
Seleuco (latino: Seleucus; ... – 221 circa) fu un usurpatore romano che si ribellò contro l'imperatore romano Eliogabalo.
La storia di Seleuco è raccontata dallo storico del V secolo Polemio Silvio, che riferisce del suo tentativo di usurpazione contro Eliogabalo. La vera identità di Seleuco non è sicura: potrebbe essere Giulio Antonio Seleuco, governatore della Mesia, o Marco Flavio Vitellio Seleuco, console per il 221.